# Catasticta similis
Catasticta similis är en fjärilsart som beskrevs av Percy I. Lathy och Rosenberg 1912. Catasticta similis ingår i släktet Catasticta och familjen vitfjärilar.
Artens utbredningsområde är Peru. Inga underarter finns listade i Catalogue of Life.